# Alnes (Frankrijk)
Alnes is een plaats in de Franse Noorderdepartement. Het ligt in de gemeente Warlaing, ten westen van het dorpscentrum van Warlaing. Ten zuidwesten van het dorpscentrum van Alnes ligt aan de Scarpe het gehuchte Planche d'Alnes.
Op het eind van ancien régime werd Alnes een gemeente met de Scarpe als zuidgrens. In 1836 werd de gemeente samengevoegd met Warlaing, eerst onder de naam Alnes, vanaf 1885 onder de naam Warlaing.